# Böhmischer Steig

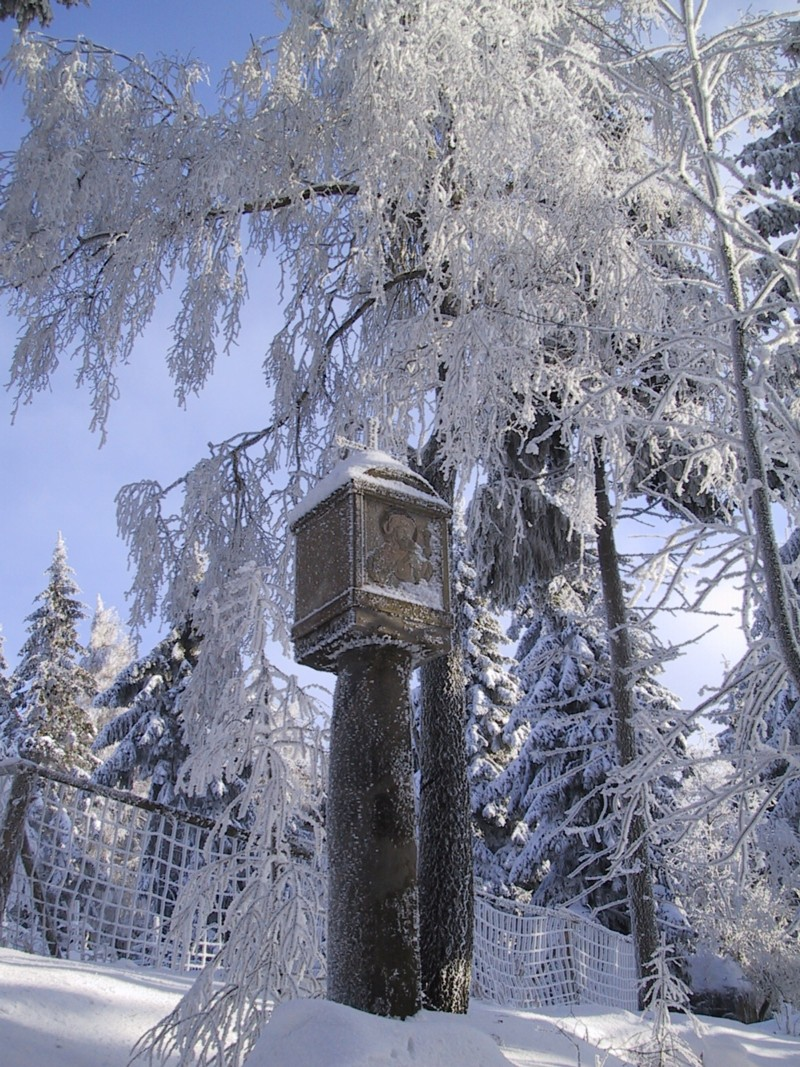
An der Alten Prager Straße (Lausitzer Gebirge)

Als Böhmischer Steig, (tschechisch Česká stezka oder Stará pražská cesta) werden verschiedene Wegverbindungen über die Höhenzüge des Riesengebirges, des Vogtlandes, des Erzgebirges, des Elbsandsteingebirges und des Lausitzer Gebirges bezeichnet, die seit dem späten 11. Jahrhundert Schlesien, den sächsischen Queiskreis, die Mark Meißen und die Oberlausitz mit Böhmen verbanden.
Aus dem Jahr 1118 stammt ein erster indirekter Hinweis auf die Existenz einer solchen Verbindung in einer Urkunde, in der eine Zollstelle in der Nähe des heutigen Zwickau erwähnt wird. Direkt urkundlich erwähnt wird eine „semita bohemica“ erstmals im Jahr 1143, die von Altenburg über Waldenburg und Zschopau nach Böhmen lief. Ein weiterer urkundlicher Beleg liegt aus dem Jahr 1185 vor. In der Beschreibung der Grenze des Stiftungsgebietes des Klosters Altzella steht: „ab illo per antiquam Boemie semitam“.  Dabei handelt es sich um den Weg, der von Waldheim kommend, über Sayda und den Sattel bei Deutscheinsiedel nach Brüx führt.

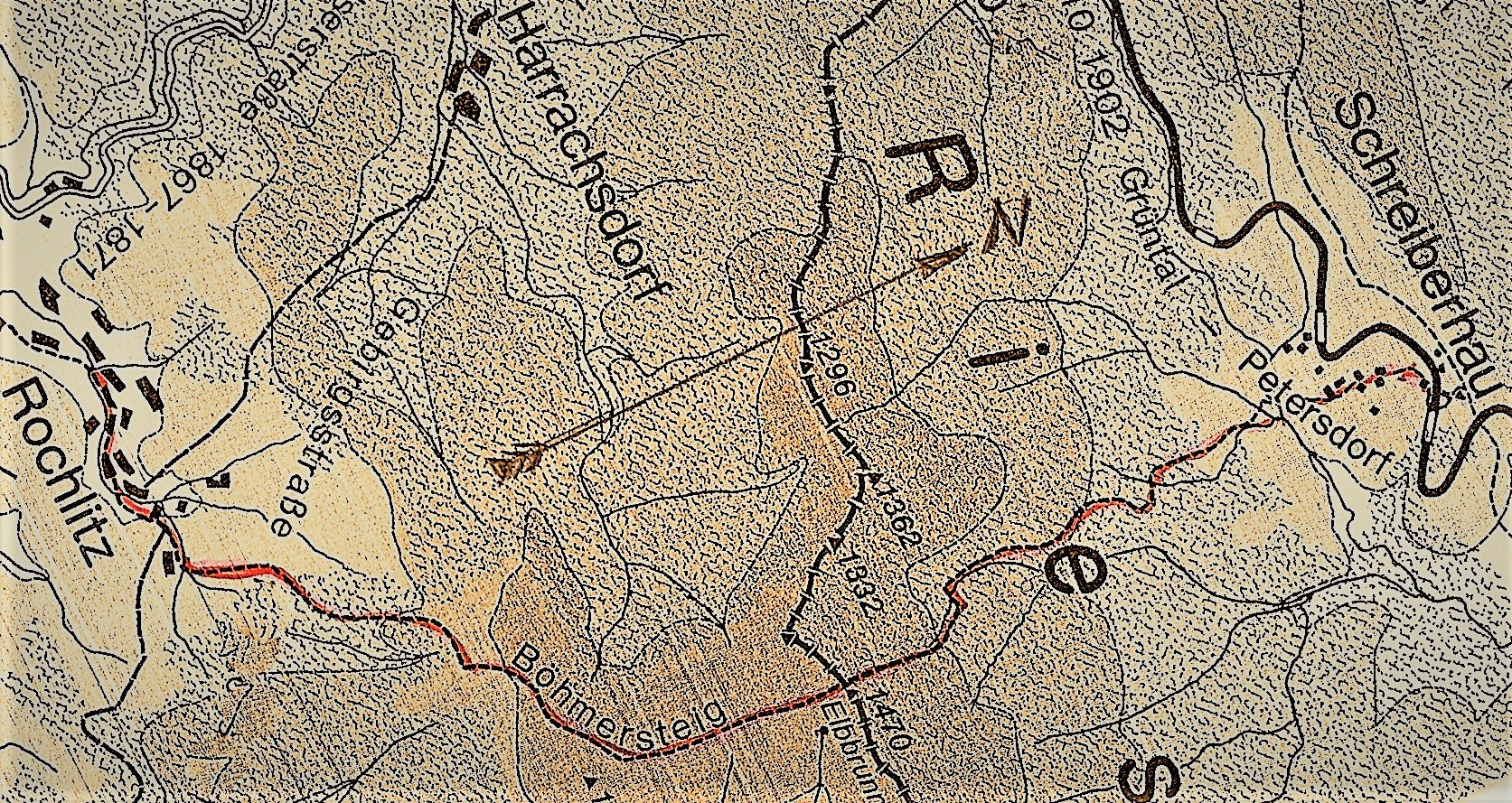
Böhmersteig, historischer Handelsweg zwischen dem böhmischen Rochlitz und dem schlesischen Schreiberhau

Ein weiterer Böhmersteig (polnisch Czeska Sciezka) war ein Handelsweg über das Riesengebirge vom böhmischen Rokytnice nad Jizerou über die Elbquelle ins schlesische Szklarska Poręba. Er war auch ein Schmuggelpfad zwischen Böhmen und Schlesien. 1682 ereignete sich dort ein politisches Desaster.
Im Volksmund werden viele dieser Böhmischen Steige auch als Salzstraßen bezeichnet.